# Igor Frolov
Pour les articles homonymes, voir Frolov.
Igor Frolov (né le 23 janvier 1990 à Toula) est un coureur cycliste russe.

## Palmarès
- 2010
  - 4e étape de la Carpathia Couriers Path
- 2014
  - Friendship People North-Caucasus Stage Race :
    - Classement général
    - 4e étape (contre-la-montre)
- 2015
  - 1re étape du Grand Prix de Sotchi (contre-la-montre par équipes)
  - 1re étape du Grand Prix d'Adyguée (contre-la-montre par équipes)
  - 4e étape du Friendship People North-Caucasus Stage Race (contre-la-montre)
  - 3e du Grand Prix de Sotchi
  - 3e du championnat de Russie de la montagne
- 2016
  -  Champion de Russie de la montagne
  - 3e étape des Sochi Spring Races (contre-la-montre)
- 2017
  - 1re et 2e étapes des Crimea Spring Races
  - 2e étape de l'Ufa Stage Race
  - Classement général du Friendship People North-Caucasus Stage Race
- 2018
  - 3e du championnat de Russie sur route
- 2019
  - 2e étape des Crimea Spring Races
  - Grand Prix de Sotchi :
    - Classement général
    - 1re étape

  - 2e du championnat de Russie sur route
- 2020
  - 2e du championnat de Russie sur route
- 2021
  - Cinq anneaux de Moscou : 
    - Classement général
    - 1re étape

  - 1re étape de la Friendship People North-Caucasus Stage Race
  - 2e de la Friendship People North-Caucasus Stage Race
- 2022
  - Ho Chi Minh City TV Cup :
    - Classement général
    - 1re, 11e et 19e étapes
- 2023
  - 2e de la HTV Cup
- 2024
  - 3e de la HTV Cup

## Classements mondiaux
| Année                                 | 2010 | 2011 | 2012 | 2013 | 2014 | 2015 | 2016 | 2017 | 2018  | 2019 | 2020 | 2021 |
| ------------------------------------- | ---- | ---- | ---- | ---- | ---- | ---- | ---- | ---- | ----- | ---- | ---- | ---- |
| Classement mondial                    |      |      |      |      |      |      | nc   | nc   | 1080e | 932e | 462e | 882e |
| UCI Europe Tour                       | 920e | 929e | nc   | 891e | 556e | 542e | nc   | nc   | 681e  | 675e | 379e | 679e |
|                                       |      |      |      |      |      |      |      |      |       |      |      |      |
| Légende : nc = non classéSource : UCI |      |      |      |      |      |      |      |      |       |      |      |      |